# أحمد أبو غوش
أحمد أبو غوش (مواليد 1 فبراير 1996) هو لاعب تايكواندو أردني من أصلٍ فلسطيني. فاز بميدالية ذهبية للأردن في الألعاب الأولمبية الصيفية 2016 في ريو دي جانيرو في منافسات التايكوندو وزن 68 كغم للرجال و هو ما يزال على مقاعد الدراسة في الجامعة الأردنية. وهي أول ميدالية رسمية للأردن في تاريخ مشاركاتها في الألعاب الأولمبية. وكان أبوغوش قبلها ثالث لاعب أردني يحصل على بطولة العالم للناشئين والناشئات بالتايكواندو عام 2012 في شرم الشيخ بعد الأردنيين الآخرين محمد العبادي في كأس العالم في اليونان 2002 ويزن الصادق في كأس العالم في تركيا 2008.
أعلن في 30 أكتوبر 2020 اعتزاله للعب دوليًا بشكلٍ مفاجئ، وفي 6 نوفمبر 2020 أصدرت محكمة الأمن العام الأردنية حكمًا بسجنه لمدة 6 شهور، بتهمة تزوير وثائق رسمية وحيازة جواز سفر بطريق غير شرعية. ثم قررت المحكمة في 23 نوفمبر 2020 إيقاف تنفيذ حكم السجن الصادر بحقه.

## حياته ونشأته الرياضية
وُلد أحمد عمران عيسى أبو غوش في مدينة عمّان بتاريخ  1 شباط (فبراير) 1996، وينحدرُ من أصلٍ فلسطيني، حيث أنَّ والده عمران عيسى أبو غوش وُلد عام 1947 في قرية عمواس التي احتُلت وُطرد أهلها منها عام 1967، فتهجرت عائلته إلى الأردن. حسب أحد أقاربه، فإنَّ «عائلة أبو غوش معروفة في القدس، وقد سميت قرية أبو غوش نسبة إلى العائلة، لكن ليس جميع أفرادها ينحدرون من هذه القرية، جزء منهم هُجروا من قرية عمواس أو اللطرون». يُذكر أيضًا أنَّ والده تُوفي في 29 نوفمبر 2020.
بدأ أبو غوش مشوار النجومية ضمن مركز الفارس للتايكواندو، ثم عام 2010 كان ضمن صفوف المنتخب الوطني لناشئي التايكواندو بطولة العالم للتايكواندو للناشئين في شرم الشيخ، ووضوح مهارته وتمتعه بموهبة محترفة وقدرات بدنية وفنية عالية، حيث كان اللاعب العربي الوحيد الذي يتوج بذهبية بطولة العالم في تلك البطولة. ثم شارك في المنتخبات الوطنية كافة بمختلف فئاتها العمرية، ثم نال ذهبية بطولتي العالم وآسيا، وجائزة أفضل رياضي أردني الممنوحة من اللجنة الأولمبية الأردنية. أصيب عام 2013 بالرباط الصليبي، وأبتعد عن التايكواندو سنة واحدة، عاد بعدها لمتابعة التمارين والتصفيات للناشئين.

## مشاركته في أولمبياد ريو 2016

### التأهل للأولمبياد
حصل أحمد أبو غوش على بطاقة التأهل الرسمية لأولمبياد ريو دي جانيرو من خلال فوزه بالميدالية الذهبية لوزن تحت 68 كغم في التصفيات الأولمبية الآسيوية للتايكواندو التي أقيمت في العاصمة الفلبينية مانيلا؛ حيث فاز على لاعب منغوليا تيموين رويفجان، ثم على لاعب من سنغافورة، ثم على اللاعب البحريني عبد الله الأحمدي بنتيجة 13-2. ثم في النهائي على لاعب من تايلند بنتيجة كبيرة 15-2 ليكون المتأهل للأولمبياد.

### التحضير للأولمبياد
بدأ الإعداد للأولمبياد من خلال إقامة معسكر تدريبي في تونس مع لاعب الاحتياط أنس العداربة والمدرب الوطني فارس العساف. ثم في معسكر تدريبي كوريا الجنوبية، حيث شارك في بطولة كوريا المفتوحة للتايكواندو التي أقيمت في يوليو 2016، ونال ذهبيتها. ثم توجه لإقامة معسكر في مدينة مانشستر وبعدها توجه للبرازيل.

### التصفيات النهائية

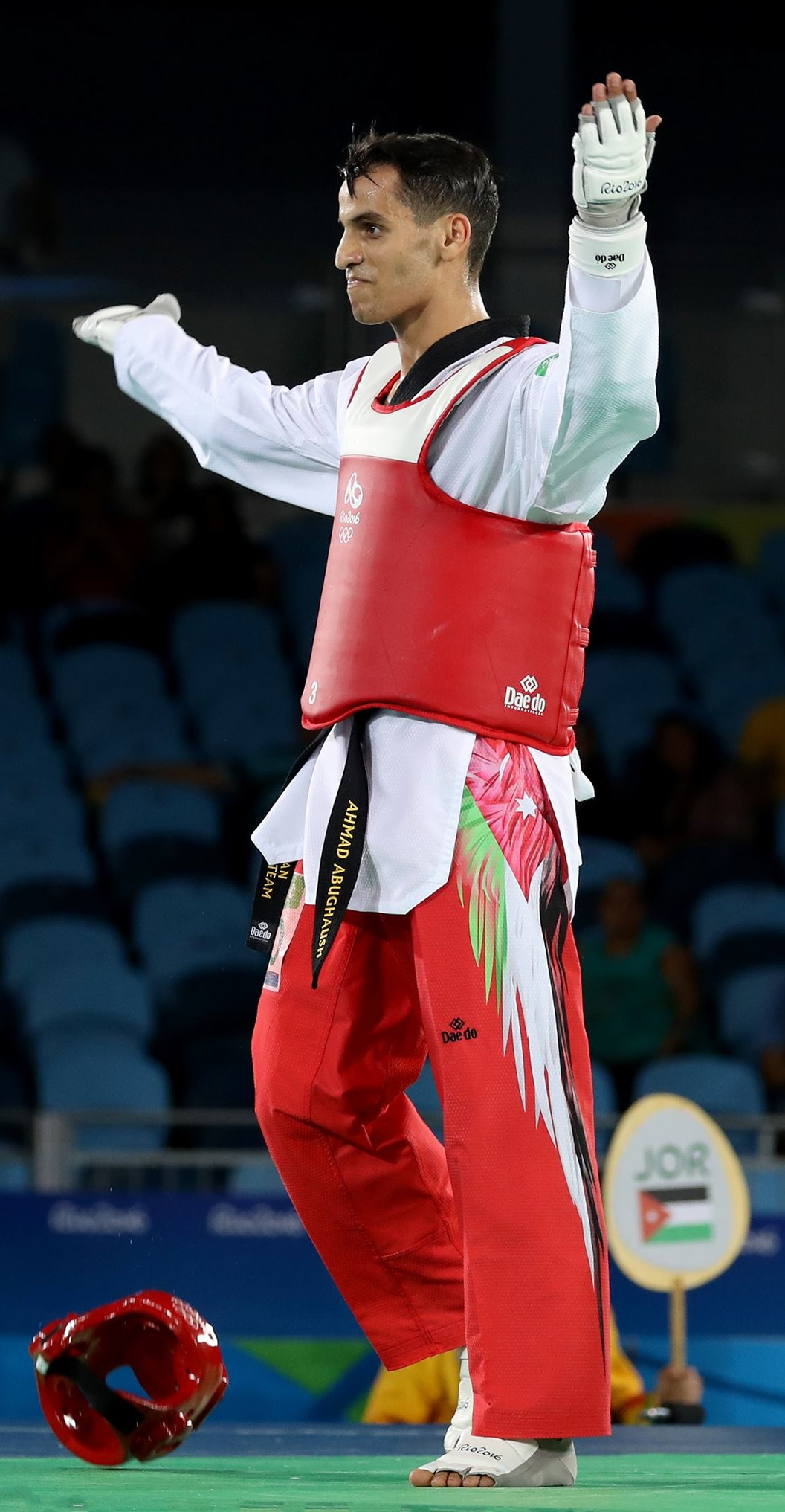
أحمد أبو غوش في أولمبياد ريو دي جانيرو

- بدأت مواجهات أبو غوش مع اللاعب المصري غفران زاكي حيث فاز عليه 9-1.
- بعد ذلك تواجه مع الكوري لي داو هون في مواجهة صعبة حيث فاز عليه بفارق 3 نقاط بواقع 11-8.
- في نصف النهائي فاز على بطل إسبانيا وصاحب ذهبية أولمبياد لندن 2012 جويل غونزاليس بنتيجة 12-7.
- في المباراة النهائية بتاريخ 18 أغسطس فاز أبو غوش على الروسي أليكسي دينيسينكو في الدور النهائي بنتيجة.10-6

### ردود الافعال في الأردن
قام الملك الاردني بالاتصال بأبو غوش وتهنئته، وفي تغريدة للملكة رانيا العبد الله على موقع التواصل الاجتماعي تويتر كتبت: «أسعدت الأردن بإنجازك العظيم مبروك لبطل التايكواندو الأردني أحمد أبو غوش حصوله على الميدالية الذهبية في الأولمبياد»، وأسهب التلفزيون الأردني الرسمي بإنجاز أبو غوش وخصص برنامج المجلة الرياضية الذي يبث ظهر كل يوم جمعة بالكامل للحديث عن الإنجاز.
وعند وصوله إلى مطار الملكة علياء الدولي، حظي أبو غوش بإستقبال رسمي وشعبي رُتب له سابقاً مساء يوم الثلاثاء 23 أغسطس وكان في مقدمة المستقبلين الأمراء الحسن بن طلال وفيصل بن الحسين وراشد بن الحسن ووزير الرياضة والشباب وذوي أبو غوش، واستكمل الإحتفال باستقبال أبوغوش في صالة الأمير راشد في مدينة الحسين الرياضية تخلل الإحتفال معزوفات لموسيقى القوات المسلحة وعدد من الأغاني الوطنية.

## الإنجازات الأخرى

### الإنجازات المحلية
- 2009: بطولة المملكة للأشبال[15]
- 2010: الفوز بلقب بطولة المملكة للناشئين، والشباب، والرجال

### الإنجازات الدولية
- ذهبية الإسكندرية في مصر العام 2010 في وزن تحت 45 كغم (الذهبية الرسمية الأولى على لائحة الاتحاد الدولي للتايكواندو)[15]
- ذهبية بطولة كورية المفتوحة للشباب 2010
- ذهبية غرب آسيا للناشئين في إربيل
- ذهبية بطولة الإمارات العربية
- ذهبية بطولة العالم للناشئين 2012[16]
- ذهبية آسيا للناشئين التي أقيمت 2012 - فيتنام
- ذهبية بطولة الجائزة الكبرى للتايكواندو التي أقيمت في لندن 2017[17]

## وصلات خارجية
- أحمد أبو غوش على موقع TaekwondoData.com (الإنجليزية)
- أحمد أبو غوش على موقع اللجنة الأولمبية الدولية (الإنجليزية)
- أحمد أبو غوش على موقع أوليمبيديا (الإنجليزية)